# 司中峰
司中峰（1916年—2003年6月19日），男，山东邹县人，中华人民共和国军事人物，中国人民解放军少将，曾任北京军区空军政治部主任。